# Phi Geminorum
Désignations
Phi Geminorum (en abrégé φ Gem) est une étoile binaire de la constellation zodiacale des Gémeaux, située au sud-est de Pollux. Elle est visible à l'œil nu avec une magnitude apparente de 4,95. Le système présente une parallaxe annuelle de 14,66 mas mesurée par le satellite Hipparcos, ce qui permet d'en déduire qu'il est distant d'environ ∼ 220 a.l. (∼ 67,5 pc) de la Terre. Il s'éloigne du Système solaire à une vitesse radiale d'environ +8 km/s.
Les deux composantes du système de Phi Geminorum tournent l'une autour de l'autre avec une orbite circulaire d'une période d'environ 582 jours. Sa composante primaire est une étoile blanche de la séquence principale de type spectral A3 V. Elle est âgée autour de 600 millions d'années et elle est 1,9 fois plus massive que le Soleil. Elle tourne relativement rapidement sur elle-même à une vitesse de rotation projetée de 165 km/s. Cela donne à l'étoile une forme aplatie avec un rayon équatorial qu'on estime être 6 % plus grand que son rayon polaire. Elle est 36,5 fois plus lumineuse que le Soleil et sa température de surface est de 8 551 K.